# Historieberättande

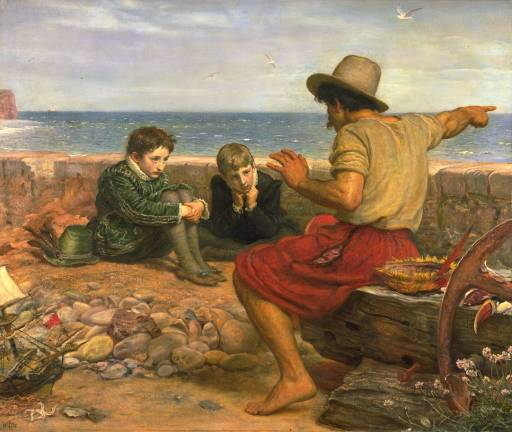
The Boyhood of Raleigh av John Everett Millais, oljemålning, 1870.
En sjöman berättar för en ung Sir Walter Raleigh och dennes bror vad som hänt till havs.

Historieberättande är att förmedla händelser i ord, bild och ljud, ofta genom improvisation eller försköning. Berättelser eller narrativa texter har använts som ett medel för underhållning, utbildning, kulturellt bevarande och för att ingjuta moraliska värderingar. Avgörande beståndsdelar i berättelser och berättande är handlingen, karaktärerna och berättarperspektivet.

## Historiskt perspektiv
Historieberättande föregick skrivandet och de första formerna av berättande var muntligt med hjälp av gester och uttryck. Förutom att vara del av en religiös ritual, kan klippmålningar fungerat som ett slags historieberättande i många kulturer. Aboriginerna i Australien målade symboler från historier på grottväggar för att hjälpa berättaren att komma ihåg historien. Dessa historier berättades sedan genom en kombination av muntligt berättande, musik, klippmålningar och dans. 
Människan har under lång tid karvat i trädstammar eller använt förgängliga material som sand och löv för att återge berättelser i bild eller skrift. Tatueringar kan också varit ett sätt att representera berättelser, till exempel om släktskap, tillhörighet och social status.
När skriftspråket uppkom och människor började använda stabila och bärbara medier, blev det möjligt att nedteckna, transkribera och dela historier över stora delar av världen. Berättelser har sedan dess ristats, skrapats, målats, tryckts eller färgats in på en mängd olika material som trä, bambu, elfenben och andra ben, keramik, lera, sten, palmbladsböcker, skinn, barktyg, papper, silke, canvas och andra textilier. Idag spelas historier även in på film och lagras elektroniskt i digital form.
Trots att skriftliga och tv-sända medier blivit allt mer populära runtom i världen, fortsätter muntliga berättelser att memoreras och föras vidare från generation till generation.

## Modernt berättande
Modernt berättande tar sig många olika uttryck. Utöver sina traditionella former (sagor, folksagor, mytologi, legender, fabler etc.), har det utvidgats till att representera historia, den personliga berättelsen, politiska kommentarer, och framväxande kulturella normer. Berättande föreställningar kan användas i undervisning för att underlätta inlärning. Nya former av medier skapar nya sätt för människor att spela, uttrycka, och konsumera historier. Ett exempel är gruppdeltagare som kommunicerar online för att omarbeta sina individuella berättelser och skapa gemensamma grupphistorier. Spel och andra digitala plattformar kan användas för interaktivt berättande. Dokumentärer använder ofta berättartekniker hämtade från klassisk historieberättande för att förmedla information om sitt ämne.

## Muntliga traditioner
Albert Bates Lord undersökte muntliga berättelser av jugoslaviska skalder insamlade av Milman Parry på 1930-talet, och episka texter från bland annat Odysséen och Beowulf. Lord drog slutsatsen att muntligt berättande kännetecknades mer av improvisation och variation än skrivna texter, men att de även följde specifika mönster och strukturer. Han identifierade något som han kallade "formler", vilka var fasta och repetitiva uttryck som exempelvis "rosafärgad gryning”, "vin-mörkt hav" och andra specifika fraser som i vissa fall sedan länge varit kända från Homeros och andra muntliga epos. Genom att använda dessa formler kunde berättaren bevara berättelsens rytm och stil, samtidigt som de kunde anpassa berättelsen till olika situationer, publik och stämning. Enligt Lord var hela 90% av de muntliga berättelsetraditionerna sammansatta av stycken som upprepas ordagrant eller endast byter ut enstaka ord.
Förutom ”formler” använde Lord termen ”tema”, vilket är en uppsättning händelsesekvenser som strukturerar berättelsen. Teman kan inkludera olika delar av berättelsen, som hjältens resa, konflikter, utmaningar, lösningar eller karaktärsutveckling. Ett tema hör inte till en specifik berättelse, utan kan hittas med smärre variationer i många olika berättelser.  Lord observerade att vissa teman återkom över olika kulturer och tidsperioder, vilket tyder på att det finns gemensamma berättarmönster och mänskliga erfarenheter.
Ett nära-universellt tema är upprepning vilket  framgår i västeuropeisk folklore som ofta använder trefaldiga mönster eller treenigheter i sina berättelser, såsom tre karaktärer, tre prövningar eller tre steg i en hjältes resa.
En annan viktig granskning av människans muntliga berättande genomfördes av Walter J. Ong, som forskade kring förhållandet och övergången mellan muntlighet och skriftlighet.

## Historieberättande och lärande
Historieberättande är ett verktyg för att dela och tolka upplevelser över kulturella, språkliga och åldersmässiga gränser. Genom historieberättande kan man lära sig etik, värderingar och kulturella normer.
Mänsklig kunskap är baserad på berättelser och den mänskliga hjärnan består av ett kognitivt maskineri som krävs för att förstå, minnas och berätta historier. Människan är berättande varelser som både individuellt och socialt, lett traditionella liv. Berättelser speglar människans tankar mot människans tänkande vid narrativa strukturer och kommer oftast ihåg fakta i berättelseform. Fakta kan förstås som mindre versioner av en större berättelse och historieberättande kan alltså komplettera analytiskt tänkande. Eftersom berättande kräver lyssnarens auditiva och visuella sinnen, kan man lära sig att organisera sin mentala representation av en berättelse, känna igen språkets struktur och uttrycka sina tankar.
Berättelser är effektiva pedagogiska verktyg eftersom lyssnare blir engagerade och därför minns. En engagerad lyssnare kan föreställa sig nya perspektiv, och ta in förändrade, omvälvande och empatiska upplevelser. Detta innebär att man låter den enskilde aktivt engagera sig i berättelsen samt iaktta, lyssna och delta med minimal vägledning. Att lyssna till en berättare kan skapa varaktiga personliga kontakter, främja innovativ problemlösning, och främja en gemensam förståelse kring framtida ambitioner. Lyssnaren kan sedan aktivera kunskap och föreställa sig nya möjligheter. Tillsammans kan en berättare och lyssnare söka den bästa praxisen och uppfinna nya lösningar, eftersom berättelser ofta har flera lager av betydelser. Lyssnare måste lyssna noga för att identifiera den underliggande kunskapen i berättelsen. historieberättande används, genom träning av lyssnande, som ett verktyg för att lära barnen vikten av respekt. Det används också för att lära barnen att ha respekt för allt liv, värdesätta öppensinnighet, och att alltid arbeta för att övervinna motgångar.  
Bland Quechuafolket, i Perus högland, finns det ingen uppdelning mellan vuxna och barn. Detta gör det möjligt för barn att lära sig berättande genom egna pauser i den givna berättelsen. Därför uppmuntras barn bland Quechuafolket att lyssna till berättelser som berättas för att lära sig om sin identitet och kultur. Ibland förväntas barnen att sitta tysta och aktivt lyssna för att engagera sig i aktiviteter som självständiga studerande som inte är beroende av vuxnas undervisning. 
Berättelser tenderar att vara baserade på upplevelsebaserat lärande, men lärande från en erfarenhet är inte automatisk. Ofta behöver en person försöka berätta historien kring en upplevelse innan man inser värdet av den. I detta fall är det inte bara lyssnaren som lär sig, utan även berättaren som får kännedom om sina egna unika erfarenheter och bakgrund. Denna process av berättande gör det möjligt för berättaren att effektivt förmedla idéer och med träning kunna visa potentialen i människans prestationsförmåga. Berättelser exploaterar befintlig kunskap och skapar broar, både kulturellt och vad gäller motivationen, mot en lösning.

## Urfolks berättande
För många urfolk skiljer man inte på erfarenheter i den fysiska världen och den andliga världen. Således kommunicerar ursprungsbefolkningar med sina barn genom ritualer, historieberättande, eller dialoger för att allt kommer från den store Anden eller Skaparen, och det är Alltet. Allt, inklusive döda ting, har en själ och ska respekteras. Dessa värden, inlärda genom historieberättande, hjälper till att styra den framtida generationen och ger stöd i identitetsskapandet.

### Värderingar
Berättelser bygger på värderingar som går i arv från äldre generationer att forma grunden för samhället. Historieberättande används som en brygga för kunskap och förståelse för värden på "jaget" och samhället som ger samband och lärs som helhet. Kroppsrörelser och gester hjälper till att förmedla värderingar och hålla berättelser vid liv, samt bli tillgängliga för framtida generationer. Dessa värden kan inkludera familj och inhemsk historia, inklusive lärdomar av landet. De äldsta, föräldrar och farföräldrar medverkar genom att lära barnen kulturella sätt, samt samhällets värderingar.
Historieberättande fungerar också som en andlig och ceremoniell funktion. Det ceremoniella användandet av historieberättande och enhetens budskap för samman inhemska berättelseteman och karaktärer, oberoende av  tid, plats och karaktär. Detta innebär att, historien berättas för att berätta ett budskap och när budskapet levereras, är berättelsen klar. Som cykler av berättelser som berättas och återberättas, kan bitar av berättelsen rekombineras och visa på olika resultat för en persons handlingar.

## Som konstform

### Estetik
Konsten av berättande är, per definition, ett estetiskt vågstycke och det finns ett antal konstnärliga inslag som normalt samverkar i välutvecklade berättelser. Sådana inslag är den grundläggande idén om narrativ struktur, med identifierbar början, mittpartier, och avslut.
Man kan även dela upp det i exposition-utveckling-klimax-upplösning-upplösningen, som normalt är inbyggda i sammanhängande linjer, samt ett starkt fokus på tidsaspekterna, som omfattar bibehållande av det förflutna, uppmärksamhet av denna talan, och framtida förväntan, ett betydande fokus på karaktärerna och karakterisering som är "utan tvekan den enskilt viktigaste komponenten i romanen".  Berättelsen byggs upp runt en "om nu"-standard estetiska figuration, särskilt me användning av metafor, metonymi, synekdoke och ironi, ofta insnärjd i intertextualitet, med rikliga kontakter, referenser, anspelningar, likheter, paralleller med mera till andra litteraturer, som ofta visar på en ansträngning mot bildningsroman, en beskrivning av identitetsutveckling, med ett försök att visa på karaktär och gemenskap.

### Festivaler
Historieberättar-festivaler presenterar många olika historieberättare. Element i den muntliga konstformen historieberättande inkluderar visualisering (att skapa bilder för sitt inre), samt vokala och kroppsliga gester. På många sätt bygger konstformen historieberättande på andra konstformer såsom skådespeleri, muntlig framställan samt teatervetenskap.
Flera historieberättarorganisationer startade i USA under 1970-talet. En sådan organisation var National Association for the Perpetuation and Preservation of Storytelling (NAPPS), nu National Storytelling Network (NSN) och International Storytelling Center (ISC). NSN är branschorganisationen som hjälper till att organisera resurser för berättare och festivalarrangörer. ISC driver National Storytelling Festival i Jonesborough, Tennessee.
Australien följde sina amerikanska motsvarigheter med etableringen av historieberättargillen i slutet av 1970.  Det brittiska Society for Storytelling som grundades 1993 sammanför berättare och åhörare, och har varje år sedan 2000 drivit National Storytelling Week första veckan i februari. Historieberättandet har även en egen dag, World Storytelling Day.

## Frigörelse av berättelsen
Muntliga berättelser hålls vid liv genom att berättas om och om igen. Innehållet i varje berättelse genomgår naturligt flera förändringar och anpassas under denna process. När muntlig tradition fick stå tillbaka för tryckt media, fick den litterära tanken att författaren är skaparen av den officiella versionen av berättelsen folk att ändra sin mottaglighet/förståelse för själva berättelserna. Under de följande århundradena sågs berättelser som ett verk av enskilda individer, snarare än ett gemensamt verk. 

## I företag

### På arbetsplatsen
För vissa typer av företag kan kommunikation med hjälp av påhittade historier vara mer övertygande och effektivare än att använda bara torra fakta.
Användandet av historieberättande kan inkludera:
Användning av berättelser för att hantera konflikter
För vissa chefer är historieberättande ett viktigt sätt att lösa konflikter, att ta itu med problem och för att klara utmaningar. Chefer använde berättandet för att hantera konflikter, eftersom direkta åtgärder ofta var omöjliga.
Använda berättelse att tolka det förflutna och forma framtiden
I en gruppdiskussion kan en kollektiv berättelse påverka andra och ena gruppen genom att koppla det förflutna till framtiden. I diskussioner omvandlade chefer önskemål och frågor till historier. Jameson kallar gruppens byggande för storybuilding.
Använda berättelse för att resonera
Historieberättande spelar en viktig roll i resonerande processer och för att övertyga andra. I möten föredrog cheferna historier istället för abstrakta argument och statistiska mått. När situationer var komplexa tillät berättande dem att tillföra ett tydligare sammanhang.

### I marknadsföring
Historieberättande, så kallad storytelling, används allt mer i reklam och marknadsföring för att bygga kundlojalitet. Enligt Giles Lury avspeglar denna marknadsföringstrend det djupt rotade behovet att alla människor vill underhållas. Berättelser ger bilder, är lätta att minnas, och gör det lättare för företag att skapa starkare känslomässiga band med kunderna.
Utvecklingen omfattar användning av transmedial teknik, ursprungligen från filmindustrin som "bygg en värld där din berättelse kan utvecklas". Exempelvis Coca-Colas "Happiness Factory".